# Énergie aux Comores (pays)
Le secteur économique de l'énergie aux Comores occupe une place prédominante dans le pays.
Les Comores, un archipel de l’océan Indien, sont confrontées à des défis énergétiques en raison de leur dépendance à la biomasse et aux produits pétroliers. Le solaire l'éolien reste faible.

## Contexte
Victime d'une croissance économique faible, victime des contraintes structurelles telles que la faible  population, la faiblesse de la base productive et l'isolement géographique, le pays a connu  au cours des dix dernières années une croissance moyenne annuelle de 2,4%. Le mix énergétique aux Comores dépend principalement de la Biomasse, principalement sous forme de bois de chauffage (56%) et des produits fossiles importés (44%), environ 41 % de la consommation d’énergie provient de produits à base de pétrole, ce qui expose le pays à une grande insécurité et dépendance énergétique. La Banque africaine de développement accorde la priorité au développement des infrastructures dans les secteurs du transport non polluants et de l’énergie renouvelable.
Après que La société nationale EEDC acculée à la faillite eut pratiquement arrêté ses activités , la Comorienne de l’Eau et l’Électricité (CEE), société filiale de Vivendi prend le monopole de l'exploitation des équipements appartenant à l’État pour la production et la distribution de l’électricité et de l’eau. En juin 2003, La CEEi devient la MaMWE à capitaux égyptiens. Les difficultés financières de cette activité sont essentiellement dues à la difficulté de percevoir le paiement des factures.

## Électricité

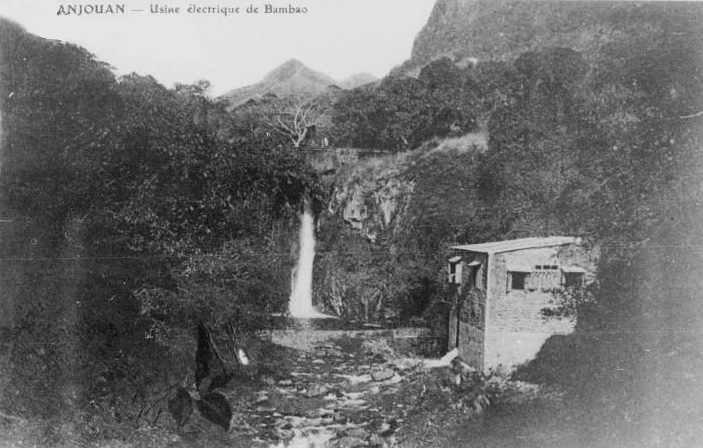
« Anjouan : usine électrique de Bambao » (début du XX)

La production électrique est majoritairement assurée par des centrales thermiques fonctionnant au gazole. Seulement 2 % du mix énergétique provient de l’électricité.
L’accès à l’électricité reste inégal entre les différentes îles de l’archipel : 65% pour Grande Comore, 50% pour Anjouan et 20% pour Mohéli. La consommation énergétique par habitant est de 2,3 MWh/an
Les principales sources d’énergie  sont les produits pétroliers (diesel et essence) qui sont importés est servent pour la production d’électricité et le transport. La biomasse à partir de bois et de résidus végétaux est utilisée pour l'activité domestique et le chauffage dans les zones rurales.
En 2016, la capitale Moroni avait accès à l’électricité de 12 à 20h par jour et le reste de l’île de Grande Comore 6h en moyenne, certaines localités de l’île que quelques heures par semaine.

## Énergies renouvelables
Les Comores ont progressivement adopté les sources d’énergie renouvelables pour la production d’électricité mais celles-ci connaissent un faible développement par le manque de structures et de financement.
- L’énergie solaire, en raison de l’ensoleillement abondant est une source prometteuse, des projets d’installation de panneaux solaires sont en cours[5].
  - Une centrale solaire hybride de 4 MW  a été inaugurée fin 2020 sur l’Île d’Anjouan.
  - Fin 2020 les premiers essais de la centrale solaire photovoltaïque de Foumbouni, située à grand Comore. 500 kW injectés sur une puissance prévue de 3 MW.
  - Un projet d’une capacité totale de 10 MW  constituée de deux centrales solaires de 2,75 MW installées à Ngazidja et deux de 2,5 et 2 MW à Anjouan[5].
- L’ énergie éolienne est également étudiée, mais est estimée moins porteuse, afin de diversifier le mix énergétique[2].
- L' hydroélectricité, certaines îles des Comores ont des ressources hydroélectriques, mais leur exploitation reste limitée[3].
- Biocarburants et déchets : Bien qu’ils n’en soient qu’à leurs débuts, les biocarburants (fabriqués à partir de plantes) et les déchets (ordures ménagères) peuvent également contribuer aux énergies renouvelables[6].

## Capacités de production d'énergie électrique (2016)[5]
| Nom           | Capacité (MW) |
| ------------- | ------------- |
| Grande Comore | 19,4          |
| Anjouan       | 7,4           |
| Mohéli        | 4,7           |
| Total         | 31,5          |